# 日之影温泉駅
日之影温泉駅（ひのかげおんせんえき）は、宮崎県西臼杵郡日之影町大字七折にあった高千穂鉄道高千穂線の駅である。2005年の台風14号被害により運転を休止し、鉄道駅としては2008年12月28日に廃止された。現在は第三セクターの運営する温泉施設として営業している。
かつてのプラットホームには、高千穂鉄道から譲渡された車両が置かれ、宿泊施設「TR列車の宿」として営業している。

## 歴史
温泉施設としての日之影温泉駅は1994年5月に着工し、1995年1月12日に開業した。面積1,027平方メートル、総工費3億9,400万円であった。

### 年表
- 1939年（昭和14年）10月11日：国鉄日ノ影線の日ノ影駅として開業[1]。
- 1944年（昭和19年）：駅舎が開設される[4]。
- 1972年（昭和47年）7月22日：当駅 - 高千穂間が延伸開業。高千穂線に改称[1]。
- 1974年（昭和49年）3月22日：貨物取り扱いを廃止（この時点では30キログラム以内の小荷物の取り扱いは継続）[5][6]。
- 1987年（昭和62年）4月1日：国鉄分割民営化により九州旅客鉄道の駅となる[1]。
- 1989年（平成元年）4月28日：第三セクター移管により高千穂鉄道の駅となる[1][2]。
- 1994年（平成6年）
  - 1月18日：「日之影町温泉保養施設」としての起工式を開催[7]。
  - 5月26日：日之影温泉駅舎の着工式を開催[4]。
- 1995年（平成7年）
  - 1月1日：日之影温泉駅に改称[1]。
  - 1月12日：温泉施設としての日之影温泉駅が開業[2]。当時の料金は大人300円、中学生200円、小学生以下100円[8]。
- 2002年（平成14年）8月1日：温泉施設としての利用料金を大人500円、中学生400円、小学生以下300円に値上げ[9]。
- 2005年（平成17年）9月6日：台風14号で五ヶ瀬川が溢水し、駅施設に壊滅的被害。
- 2008年（平成20年）12月28日：槇峰 - 高千穂間の廃線に伴い廃駅[1]。温泉施設としては営業を継続。
- 2010年（平成22年）4月22日：高千穂鉄道から譲渡された2両の車両を改修し、宿泊施設「TR列車の宿」としてオープン[10]。
- 2016年（平成28年）11月21日：温泉施設としての日之影温泉駅がリニューアルオープン[11]。

## 鉄道駅概要
鉄道駅としての日之影温泉駅は1939年に日ノ影線の終着駅として開業。1972年に高千穂まで延伸され、1989年に高千穂鉄道へ転換されたが、2005年の台風被害により休止され、2008年に廃止された。

### 駅構造
島式ホーム1面2線で列車交換が可能となっていた。

### 利用状況
1日平均乗車人員は183人であった（2003年度）。

### 隣の駅
高千穂鉄道
■高千穂線
吾味駅 - 日之影温泉駅 - 影待駅

## 温泉概要

### 温泉データ
- 泉質：アルカリ性単純泉
- 泉温：38℃
- 液性：アルカリ性
- 効能：神経痛、筋肉痛、関節痛、五十肩、運動麻痺、関節のこわばり、うちみ、くじき、慢性消化器病、冷え性、病後回復期、疲労回復、健康増進
- 温泉施設：露天風呂、サウナ、癒しの足湯

### 施設
- 休業日：月曜日（ただし、祝日の場合及び８月中は営業
- 館内施設：休憩室、レストラン、TR鉄道資料室、物産販売コーナーなど
- 宿泊施設：あり（TR列車の宿）[10]
- 駐車場：50台

### アクセス
- 宮交バス：延岡バスセンターから高千穂バスセンター行きで約55分
- 自動車：延岡市から国道218号経由で約50分

## TR列車の宿
高千穂鉄道で使用されていた車両を活用し宿泊施設として2010年から営業している。
使用車両はTR-100形104・105。運転席も当時のままの姿である。
4人部屋・2人部屋・1人部屋をそれぞれ提供している。部屋名には町内に存在した駅名が採用されている。

## 周辺
駅は五ヶ瀬川沿いにあり、周辺は旧日之影町役場が所在する日之影町における中心地である。高台を国道218号（青雲橋）が通る。駅前の道路（県道）は旧国道218号であり、宮崎交通のバス路線が駅前に停留所を設けている。
- 日之影町立日之影小学校
- 日之影郵便局
- JAみやざき日之影支店
- 日之影町竹細工資料館
- 国道218号 - 東側を通るが、駅付近と国道を結ぶ道路は設けられていない。
- 宮崎県道209号上長川日之影線 - 五ヶ瀬川の対岸を通る。
- 宮崎県道237号北方高千穂線 - 当駅の前を通る。旧国道218号。全線のほとんどを高千穂線と並走する。
- 宮崎交通「日の影駅」バス停 - 当駅の最寄りのバス停。